# Université Saint-Joseph de Beyrouth
Pour les articles homonymes, voir Université Saint-Joseph.
 (septembre 2018).
Si vous disposez d'ouvrages ou d'articles de référence ou si vous connaissez des sites web de qualité traitant du thème abordé ici, merci de compléter l'article en donnant les références utiles à sa vérifiabilité et en les liant à la section « Notes et références ».
L'université Saint-Joseph de Beyrouth (appelée communément «USJ» ou «Al Yassouïya»), dont le nom officiel en arabe est جامعة القدّيس يوسف, est un établissement d'enseignement supérieur catholique francophone fondé en 1875 à Beyrouth. Elle est considérée comme l'une des plus anciennes et des plus prestigieuses universités du Liban et du Moyen-Orient,.
Elle fut créée par des missionnaires Jésuites français par le transfert de leur collège-séminaire de Ghazir à Beyrouth.
Son régime d'études est basé sur le système de crédits européens (ECTS) et l'université a signé plus de 350 conventions inter-universitaires internationales. Elle vise la promotion de la culture libanaise, arabe et francophone et promeut le trilinguisme et l'enseignement du français, de l'arabe et de l'anglais. Une large majorité de ses étudiants parle couramment les trois langues.
L'université est connue au Liban et au Moyen-Orient pour son hôpital universitaire, l'Hôtel-Dieu de France, et pour sa prestigieuse faculté de Droit, la plus ancienne faculté de droit du Liban moderne et la première faculté de droit au Liban depuis l'École de droit romain de Beyrouth sous l'Empire Romain, qui elle-même fut la plus ancienne faculté de droit du monde.
L'USJ est membre de l'Association des Universités Arabes, de l'Association des Établissements Jésuites d'Enseignement Supérieur d'Europe et du Liban (ASJEL), de l'Agence Universitaire de la Francophonie (AUF), du Réseau d'Excellence des Sciences de l'Ingénieur de la Francophonie et de l'Association Internationale des Universités (AIU).
L'actuel recteur est le professeur Salim Daccache qui a remplacé le professeur René Chamussy au 1er septembre 2012. Il était auparavant doyen de la Faculté des sciences religieuses.

## Historique
La fondation de l'université Saint-Joseph date de l'époque ou le Liban n'était pas encore sous mandat français. Elle résulte d'une alliance paradoxale entre la Compagnie de Jésus et la très anticléricale IIIe République française qui unirent leurs efforts pour créer, en 1883, l'École française de médecine de Beyrouth, puis, en 1913, sous l'impulsion du juriste Paul-Louis Huvelin, l'École de droit. Aujourd'hui encore, la Faculté de droit de l'USJ enseigne le droit français et le droit libanais selon une tradition comparative, la plupart de ses cours de droit étant dispensés en langue française. L'École française d'ingénieurs qui devint la future faculté d'ingénieure de l'université fut également fondée en 1913.

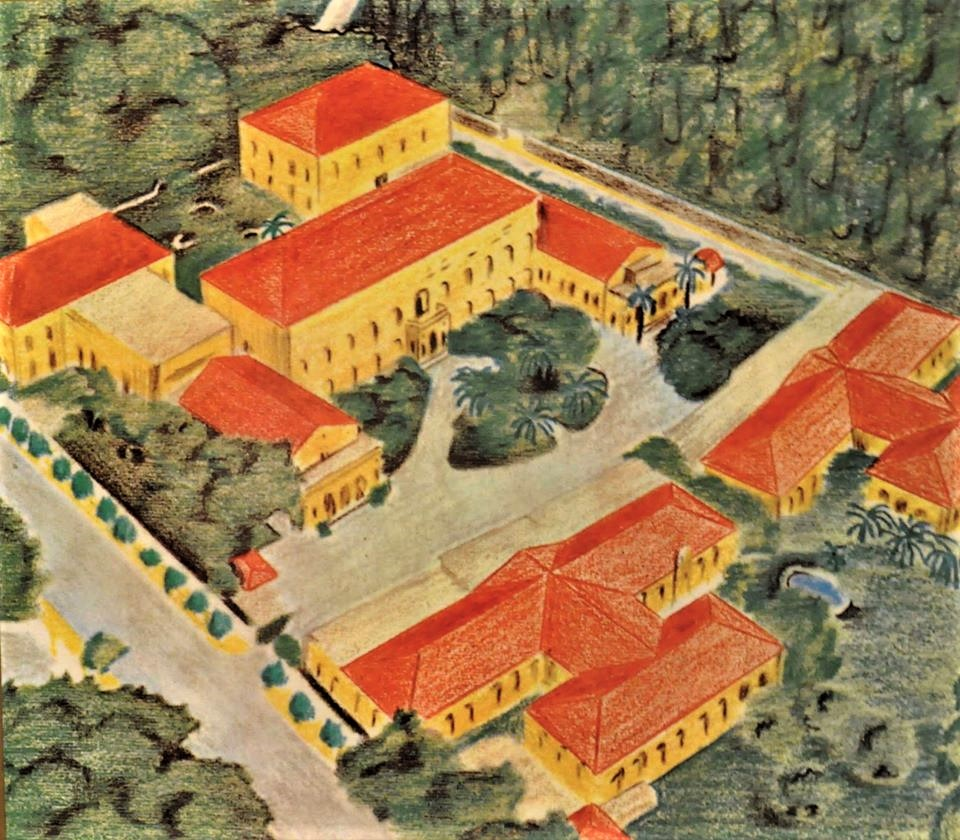
La faculté française de médecine établie en 1883.
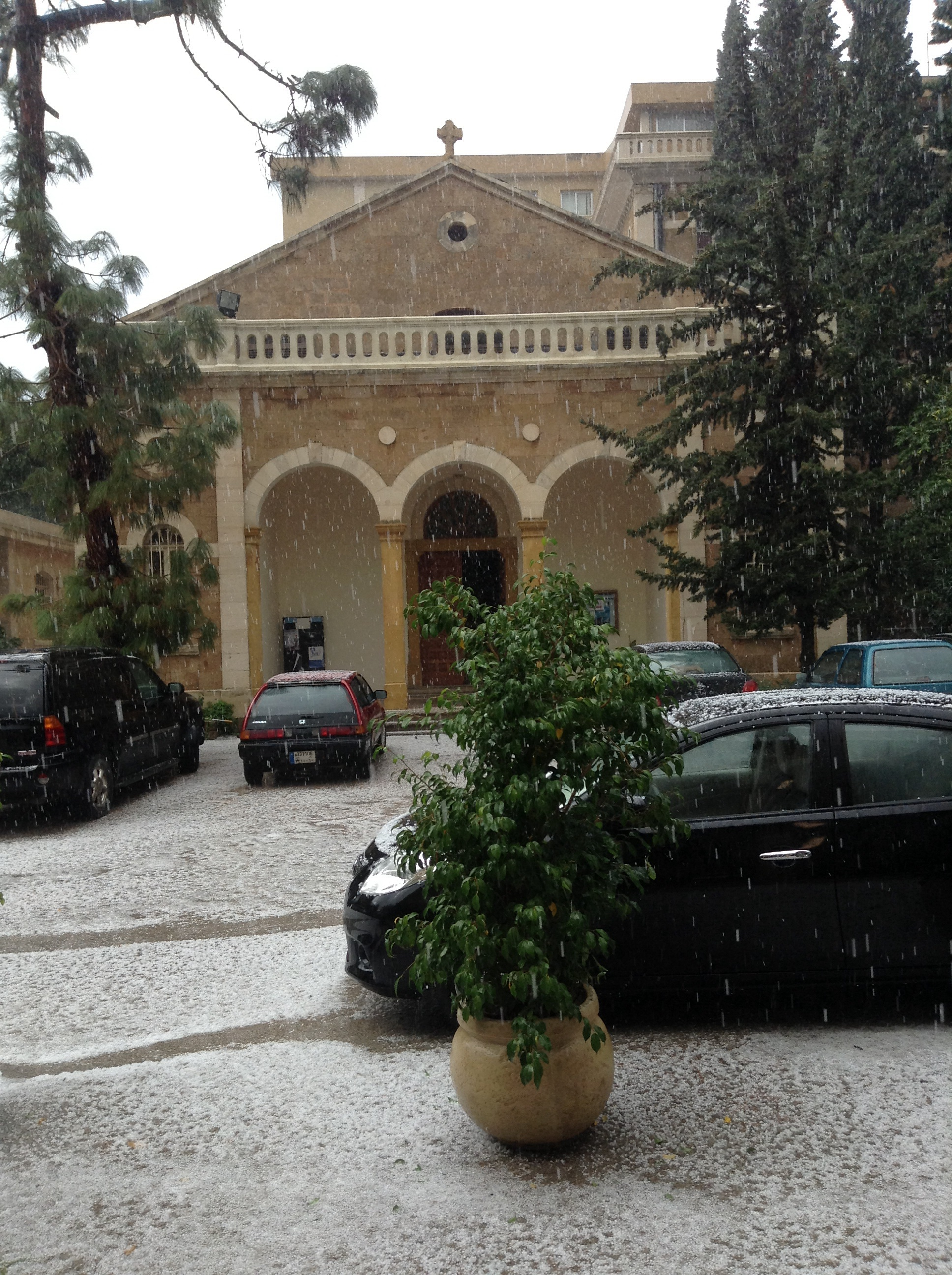
Chapelle de la faculté de médecine.
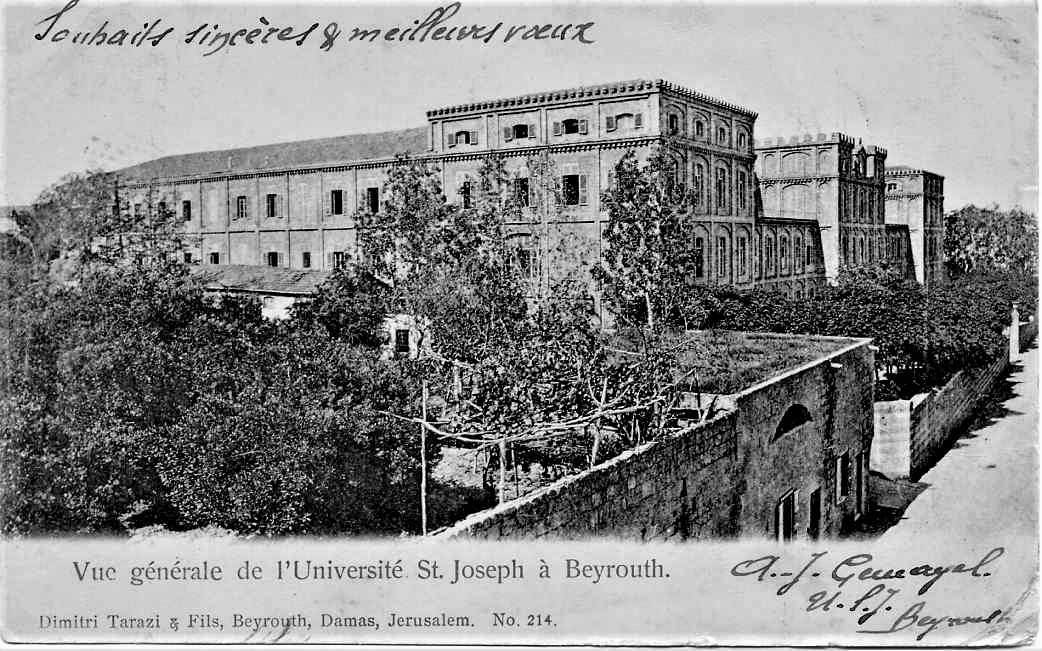
L'université Saint-Joseph en 1905.
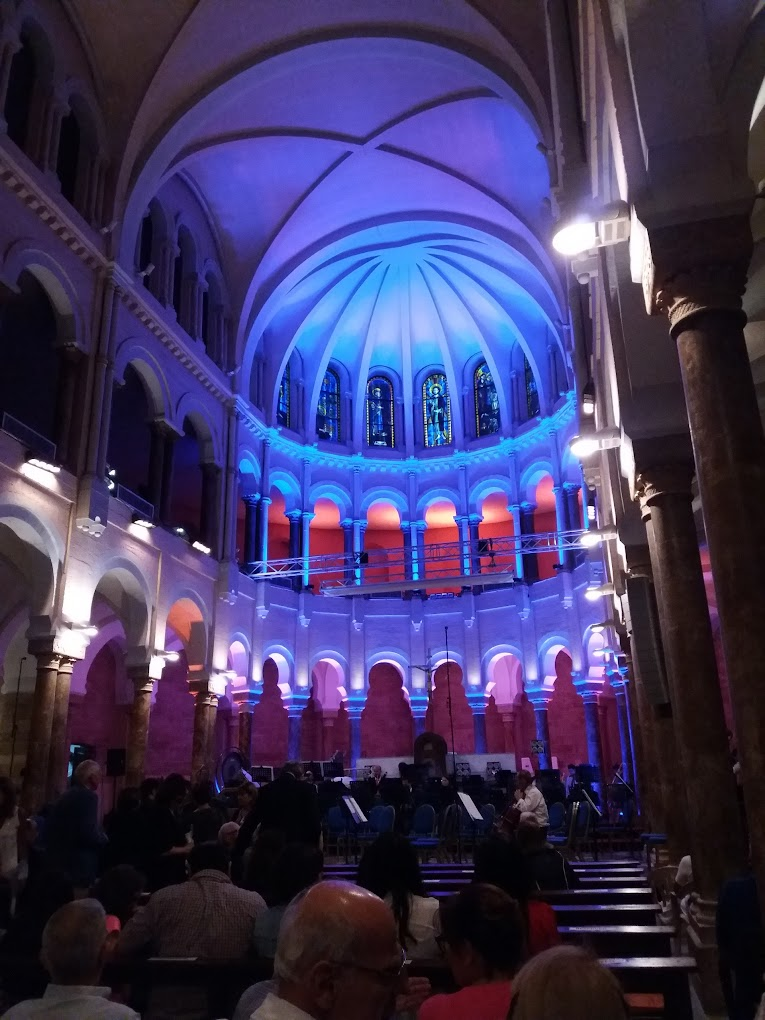
L'église Saint-Joseph.

## Organisation
L'université Saint-Joseph regroupe, en 2021, 13 facultés, 7 écoles et 15 instituts, répartis sur les 5 campus de Beyrouth et 3 centres d'études universitaires à Saïda, Tripoli et Zahlé.
Les 13 facultés :
- Faculté des sciences religieuses (FSR)
- Faculté de médecine (FM)
- Faculté de pharmacie  (FP)
- Faculté d'ingénierie (FI)
- Faculté des lettres et des sciences humaines (FLSH)
- Faculté de droit et des sciences politiques (FDSP)
- Faculté des sciences (FS)
- Faculté de médecine dentaire (FMD)
- Faculté des sciences de l'éducation
- Faculté des sciences économiques (FSE)
- Faculté de gestion et de management (FGM)
- Faculté des langues (FL)

Les 7 écoles:
- École des traducteurs et interprètes de Beyrouth
- École des sages-femmes
- École des techniciens de laboratoire d'analyses médicales
- École supérieure d'ingénieurs de Beyrouth (ESIB)
- École supérieure d'ingénieurs d'agronomie méditerranéenne (ESIAM)
- École supérieure d'ingénieurs agroalimentaires (ESIA)
- École libanaise de formation sociale

Les 15 instituts:
- Institut supérieur des sciences religieuses
- Institut d'études islamo-chrétiennes
- Institut libanais d'éducateurs
- Institut de physiothérapie
- Institut supérieur d'orthophonie
- Institut de psychomotricité
- Institut d'ergothérapie
- Institut supérieur de santé publique
- Institut des sciences politiques
- Institut national de la communication et de l'information
- Institut des lettres orientales
- Institut d'études scéniques audiovisuelles et cinématographiques (IESAV)
- Institut de gestion des entreprises
- Institut supérieur des sciences de l'assurance
- Institut de gestion de la santé et de la protection sociale

Les campus régionaux :
- Campus Liban-Nord (CLN)
- Campus Liban-Sud (CLS)
- Campus de Zahlé et de la Békaa (CZB)

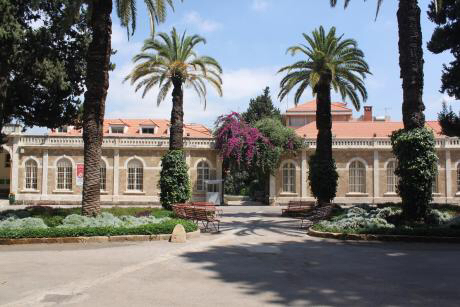
Faculté de médecine.
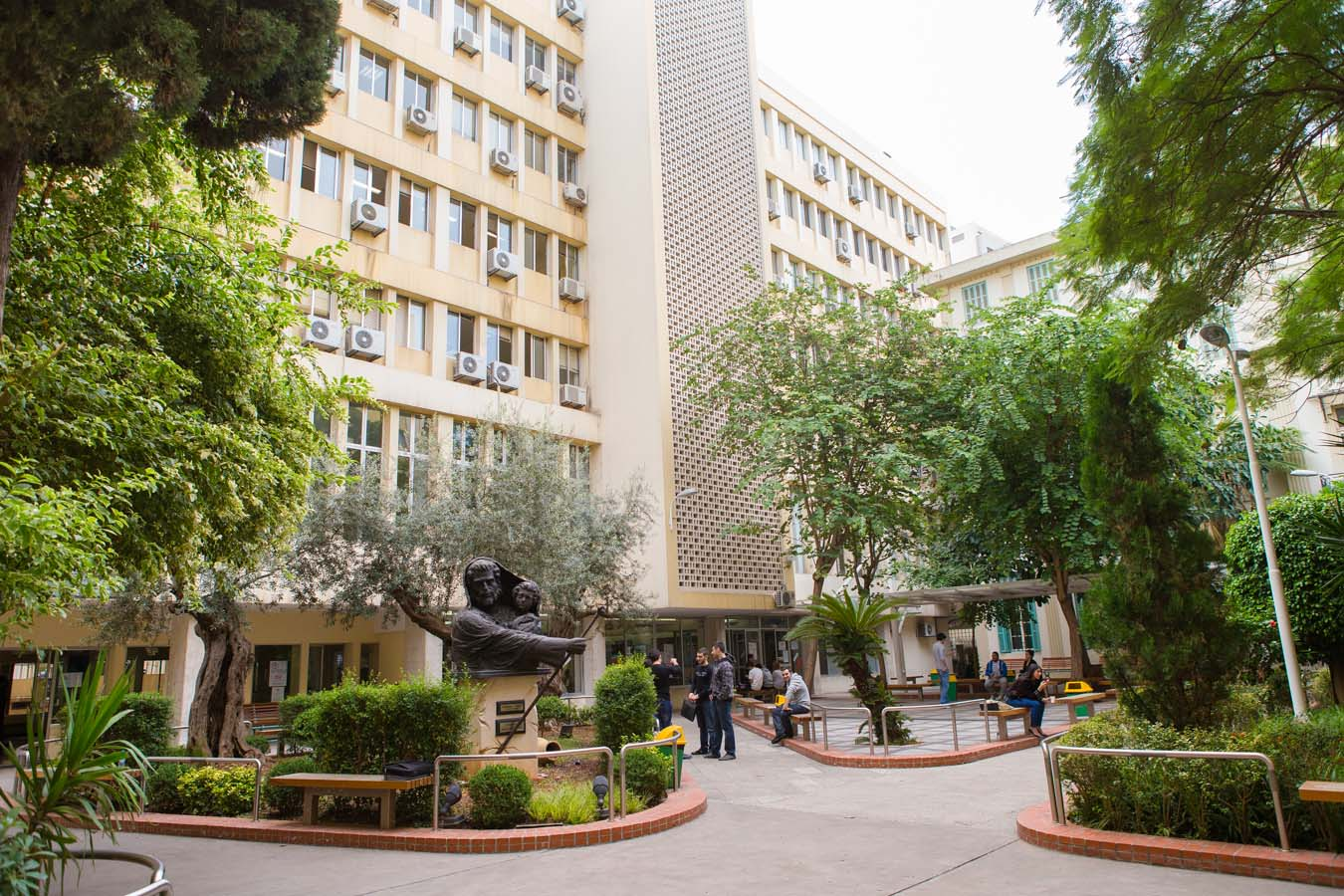
Campus des sciences sociales.
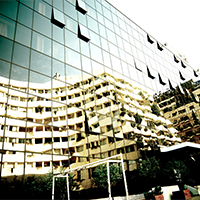
Façade du campus des humanités.
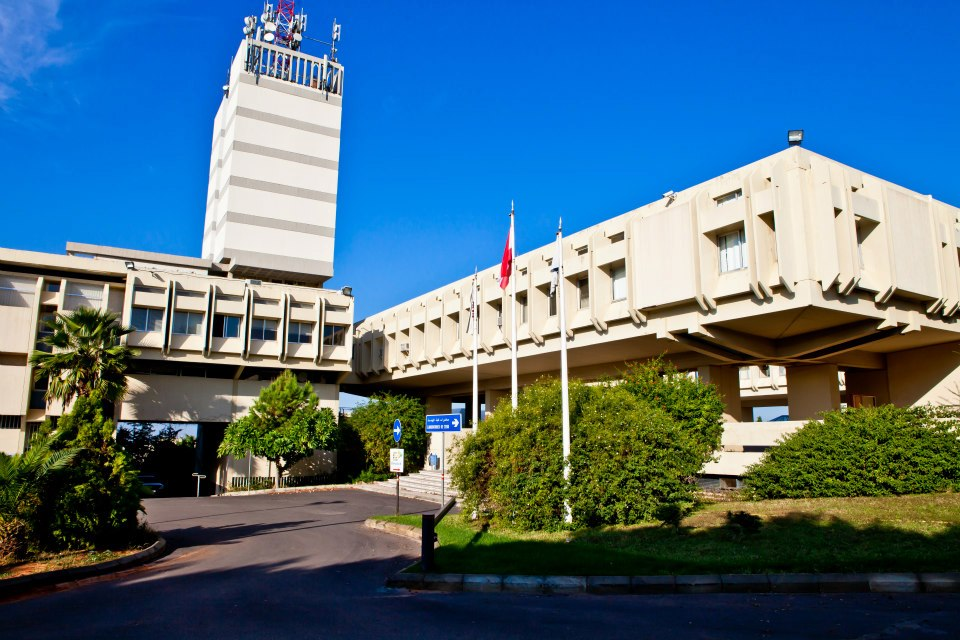
École supérieure d'ingénieurs de Beyrouth (ESIB).
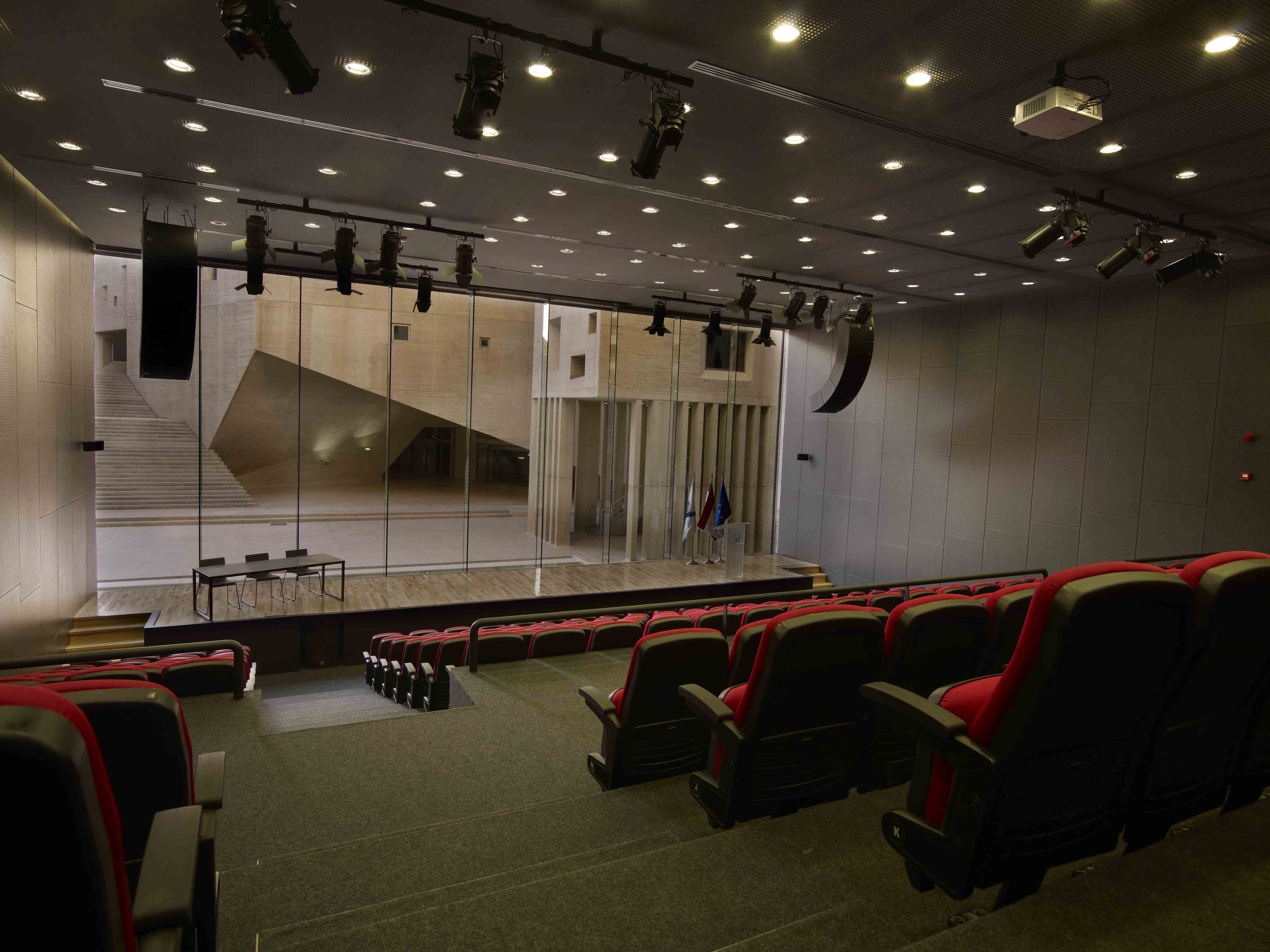
Auditorium au centre sportif.
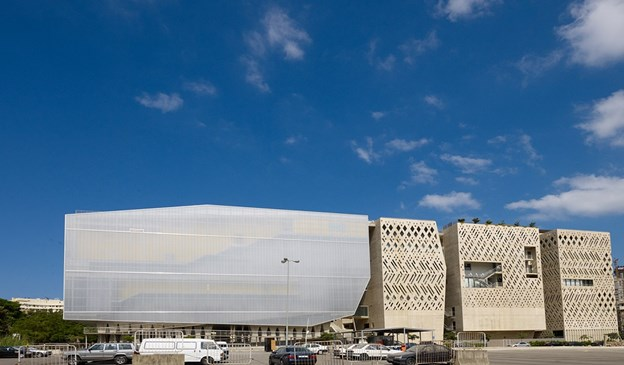
Campus de l'innovation et du sport (CIS).
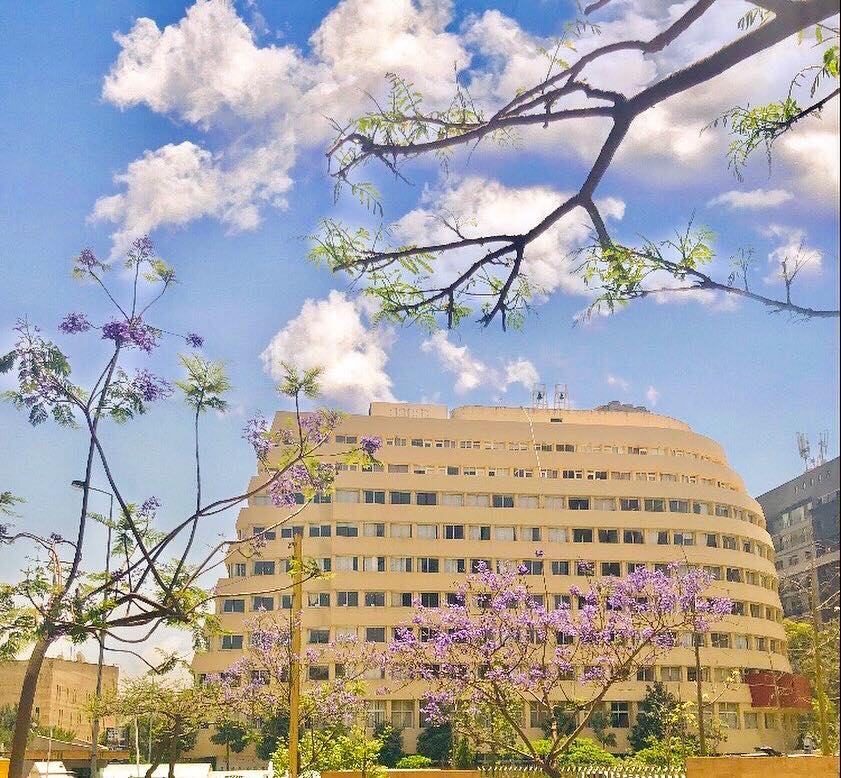
Faculté des lettres et des sciences humaines (FLSH).

## Musées, bibliothèque et hôpital universitaire

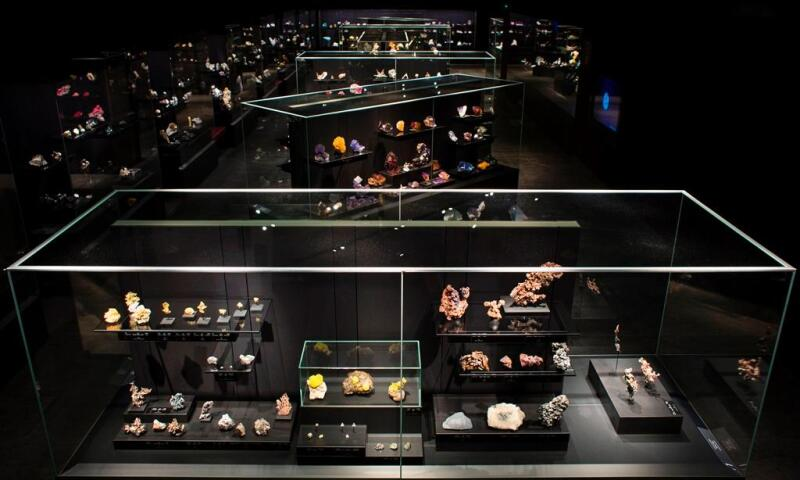
Musée mim, musée de minéraux et fossiles.
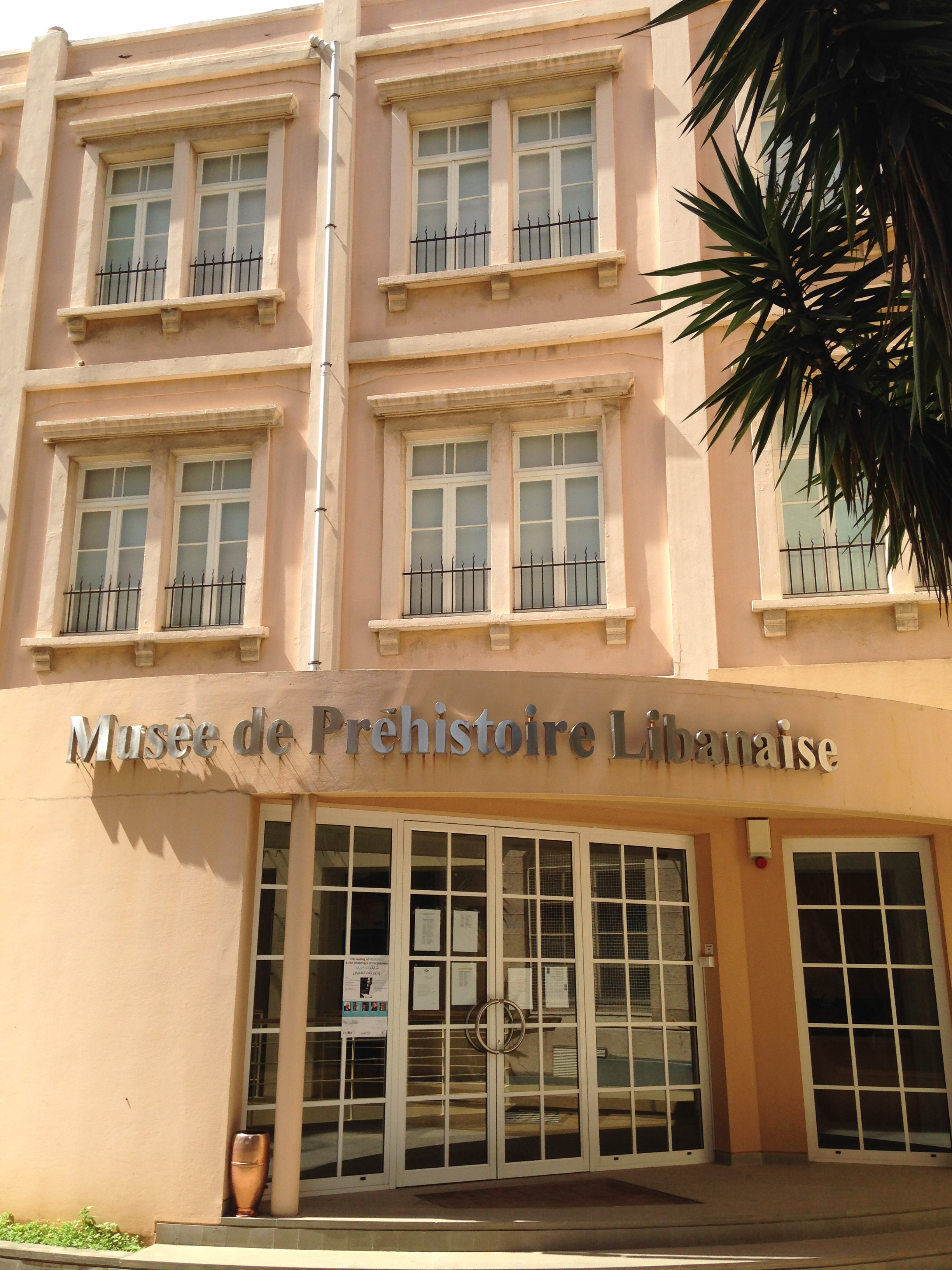
Musée de Préhistoire libanaise.
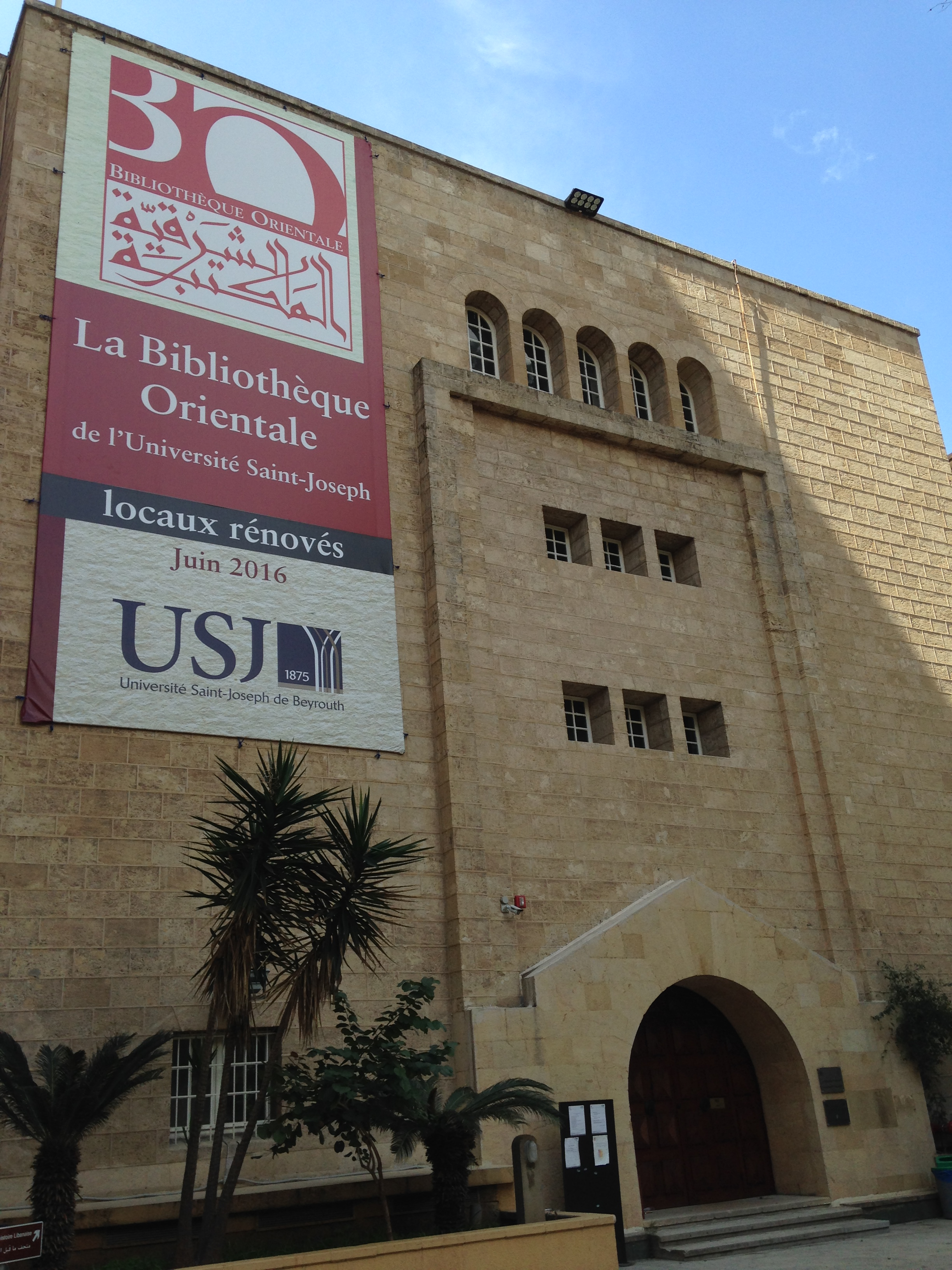
Bibliothèque orientale.
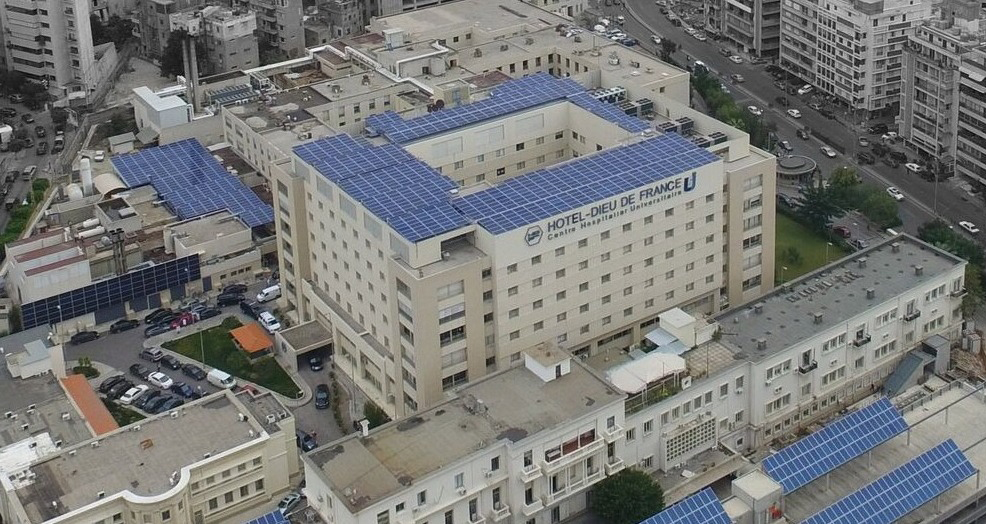
Hôtel-Dieu de France, hôpital universitaire.

## Personnalités liées à l'université
Présidents de la République libanaise
- Camille Chamoun
- Charles Helou
- Elias Sarkis
- Bachir Gemayel
- Amine Gemayel
- René Moawad
- Elias Hraoui

Hommes politiques
- Elias Abou Assi
- Michel Edde
- Pierre Gemayel
- Michel Chiha
- Kamal Joumblatt
- Michel Pharaon
- Hamid Frangié
- Joe Sarkis
- Nayla Moawad
- Fadi Moghaizel
- Antoine Ghanem
- Walid Khoury
- Ibrahim Najjar
- Ziad Baroud
- Lamia Moubayed Bissat

Journalistes
- Peter Scholl-Latour
- Samir Kassir
- Georges Corm
- Amine Nakhlé
- Dima Sadek

Écrivains et poètes
- Youakim Moubarac
- Charles Corm
- Alain Tasso
- Salah Stétié
- Jalal Khoury
- Amin Maalouf
- Georges Schéhadé
- Fouad Gabriel Naffah
- Nadia Tuéni
- Jad Hatem
- Charif Majdalani
- Ramy Zein
- Ramzi T. Salamé
- Toufic Touma

Chercheurs/scientifiques
- Fida Afiouni
- Mounir Chamoun
- Antoine Harfouche
- Samah Karaki

Religieux apostoliques
- Mar Nasrallah Boutros Sfeir
- Peter-Hans Kolvenbach
- Bob Awkar
- Mgr Jean-Benjamin Sleiman
- Mgr Antoine Audo
- Mgr Grégoire Haddad

Théologiens
- Jad Hatem
- Henri Lammens

Compositeurs
- Gabriel Yared
- Marie Keyrouz
- Joelle Khoury